# Cléon
Cléon (em grego:  Κλέων; ? — Anfípolis, 422 a.C.) foi um demagogo, político e estratego (general) ateniense, protagonista da Guerra do Peloponeso. Foi o primeiro representante dos comerciantes na política ateniense, embora fosse um aristocrata.
Foi adversário de Péricles. Quando os lacedemônios e seus aliados do Peloponeso, sob a liderança do rei Arquídamo, somando sessenta mil soldados, invadiram a Ática e devastaram o território, e Péricles defendeu a estratégia de deixá-los cortarem as árvores, porque árvores crescem rápido, mas pessoas não, Cleon foi dos principais opositores, utilizando a raiva da população para conseguir a liderança.
Em 430 a.C., após a fracassada expedição de Péricles contra Epidauro no Peloponeso e quando a cidade era devastada pela peste, Cléon encabeçou a oposição ao regime de Péricles, acusando-o de má administração do dinheiro público. Périclés foi considerado culpado, e teve que pagar uma multa cujo valor varia, conforme a fonte, entre quinte e cinqueta talentos, mas logo foi reabilitado e Cléon passou ao segundo plano.  
A morte de Péricles em 429 a.C. deixou o caminho livre para Cléon que, por alguns anos, foi a figura mais proeminente de Atenas. Embora grosseiro e mal-educado, tinha um dom natural para a oratória, além de uma voz potente, e sabia exatamente como tocar os sentimentos do povo, incitando-o à guerra - e exaurindo os recursos do Estado.   
Era a favor de uma guerra intransigente contra Esparta. Em 427 a.C. propôs exterminar todos os homens e escravizar mulheres e crianças da cidade rebelde de Mitilene. 
Cléon é particularmente lembrado pela batalha de Esfactéria, uma das maiores vitórias  atenienses, em 425 a.C.. Foi principalmente por sua determinação em humilhar Esparta que se perdeu, nessa ocasião, a oportunidade de concluir uma paz honrosa.
Cléon morreu durante a tentativa de reconquistar a cidade de Anfípolis, que havia sido tomada pelos espartanos em  424 a.C., comandados pelo general Brásidas, também morto na mesma batalha. Após a morte de ambos abriu-se o caminho para a Paz de Nícias, em 421 a.C..